# Avro 504
Avro 504 là một loại máy bay hai tầng cánh trong Chiến tranh thế giới I, do hãng Avro thiết kế chế tạo và được nhiều hãng khác sản xuất theo giấy phép. Việc sản xuất diễn ra trong chiến tranh và tiếp tục được thực hiện thêm 20 năm, tổng cộng đã có 8.970 chiếc được chế tạo. Đây là loại máy bay được chế tạo nhiều nhất từng hoạt động trong Chiến tranh thế giới I.

## Biến thể

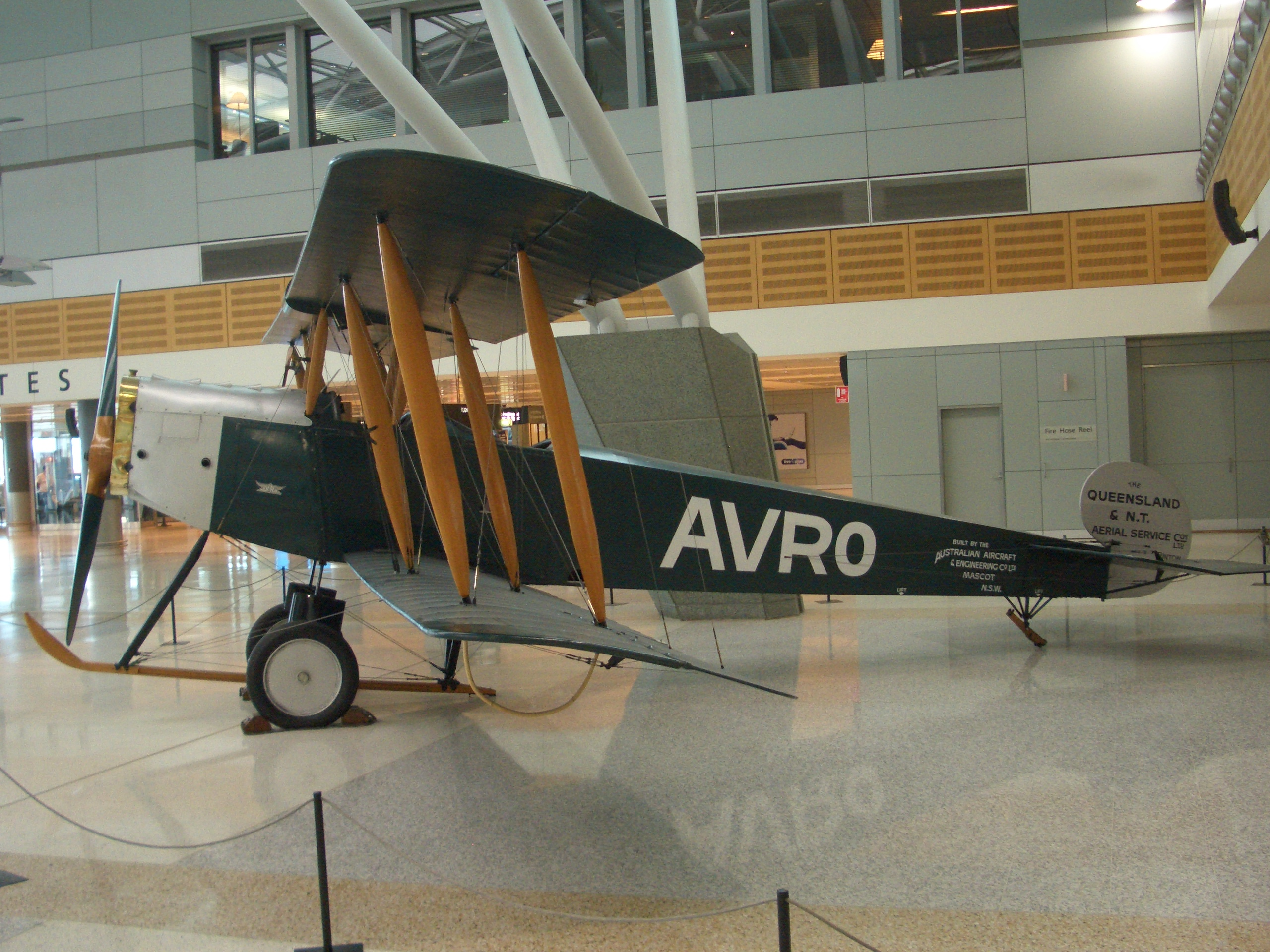
Bản sao Avro 504K của hãng Qantas với động cơ Sunbeam, trưng bày tại Nhà ga nội địa Qantas

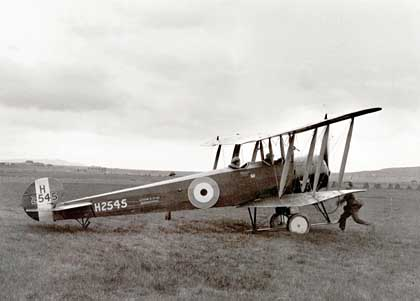
Chiếc Avro 504K này là chiếc máy bay đầu tiên ở Iceland, chụp năm 1919

- 504: động cơ 80 hp (60 kW) Gnome Lambda.

Kiểu gốc
- 504A:
- 504B
- 504C
- 504D
- 504E: động cơ 100 hp (75 kW) Gnome. 10 chiếc.
- 504F: động cơ 75 hp (60 kW) Rolls-Royce Hawk. 1 chiếc.
- 504G: động cơ 80 hp (60 kW) Gnome.
- 504H
- 504J

- 504K
- 504K Mk.II
- 504L
- 504M
- 504N
- 504O
- 504P
- 504Q
- 504R Gosport
- 504S
- Yokosuka K2Y1
- Yokosuka K2Y2
- U-1 (Uchebnyi - 1) Avrushka
- MU-1 (Morskoy Uchebnyi - 1)

## Quốc gia sử dụng
Argentina
- Không quân Argentina

 Úc
- Quân đoàn Không quân Australia
- Không quân Hoàng gia Australia
- Western Australian Airways

 Bỉ
- Không quân Bỉ

 Bolivia
- Không quân Bolivia

 Brasil
- Không quân Brazil
- Hải quân Brazil

 Canada
- Không quân Hoàng gia Canada

 Chile
- Không quân Chile
- Hải quân Chile

 Đài Loan
 Đan Mạch
- Không quân Hoàng gia Đan Mạch
- Hải quân Hoàng gia Đan Mạch

 Estonia
- Không quân Estonia

 Phần Lan
- Không quân Phần Lan

 Greece
- Không quân Hy Lạp
- Hải quân Hy Lạp

 Guatemala
- Không quân Guatemala

 British India
 Iran
- Không quân Đế quốc Iran

 Ireland
- Không quân Ireland
- Quân đoàn Không quân Ireland

 Nhật Bản
- Không lực Hải quân Đế quốc Nhật Bản

 Latvia
- Không quân Latvia
- Aizsargi

 Liên bang Malay
 México
- Không quân Mexico

 Mông Cổ
- Quân đoàn Không quân Lục quân Nhân dân Mông Cổ

 Hà Lan
- Không quân Lục quân Hà Lan -
- Không quân Lục quân Đông Ấn Hoàng gia Hà Lan

 New Zealand
- Không quân Thường trực New Zealand

 Na Uy
- Không quân Lục quân Na Uy

 Perú
- Không quân Peru

 Ba Lan
 Bồ Đào Nha
- Không quân Bồ Đào Nha
- Hải quân Bồ Đào Nha

 Russian Empire
 South Africa
- Không quân Nam Phi

 Liên Xô
 Vương quốc Tây Ban Nha
 Thụy Điển
- Không quân Thụy Điển
- Hải quân Thụy Điển

 Thụy Sĩ
 Siam (Thái Lan)
- Không quân Hoàng gia Thái Lan
- Hải quân Hoàng gia Thái Lan

 Thổ Nhĩ Kỳ
- Không quân Thổ Nhĩ Kỳ

 Anh Quốc
- Quân đoàn Không quân Hoàng gia
- Không quân Hoàng gia
- Không quân Hải quân Hoàng gia

 United States
- Lực lượng Viễn chinh Hoa Kỳ
- Không quân Lục quân Hoa Kỳ

 Uruguay
- Không quân Uruguay

## Tính năng kỹ chiến thuật (Avro 504K)

Avro 504K

Dữ liệu lấy từ The Encyclopedia of World Aircraft
Đặc điểm tổng quát
- Tổ lái: 2
- Chiều dài: 29 ft 5 in (8,97 m)
- Sải cánh: 36 ft (10,97 m)
- Chiều cao: 10 ft 5 in (3,17 m)
- Diện tích cánh: 330 ft² (30,7 m²)
- Trọng lượng rỗng: 1.231 lb (558 kg)
- Trọng lượng cất cánh tối đa: 1.829 lb (830 kg)
- Động cơ: 1 × Le Rhône Rotary, 110 hp (82 kW)

 Hiệu suất bay 
- Vận tốc cực đại: 90 mph (145 km/h)
- Vận tốc hành trình: 75 mph (126 km/h)
- Tầm bay: 250 mi (402 km)
- Trần bay: 16.000 ft (4.875 m)
- Vận tốc leo cao: 700 ft/phút (3,6 m/s)
- Tải trên cánh: 5,54 lb/ft² (18,2 kg/m²)
- Công suất/trọng lượng: 0,06 hp/lb (0,099 kW/kg)

## Các nhà sản xuất
Các công ty sau đây sản xuất Avro 504 theo giấy phép.
- A. V. Roe và Co, Park Works, Newton Heath, Manchester; và tại Hamble Aerodrome, gần Southampton, Hants.
- Australian Aircraft và Engineering, Sydney, NSW, Australia
- Brush Electrical Engineering, Loughborough
- Canadian Aeroplanes Ltd, Toronto, Canada
- The Eastbourne Aviation Co Ltd, Eastbourne
- Fabrica Militar de Aviones, Cordoba, Argentina
- Frederick Sage and Co Ltd, Peterborough và London
- The Grahame-White Aviation Co Ltd, Hendon Aerodrome, London
- Harland and Wolff Ltd, Belfast
- The Henderson Scottish Aviation Factory, Aberdeen
- Hewlett and Blondeau Ltd, Oak Road, Leagrave, Luton, Bedfordshire.
- The Humber Motor Co Ltd, Coventry Morgan and Co, Leighton Buzzard, Beds.
- Nakajima Hikoki Seisaku Sho, Ohta-Machi, Tokyo, Nhật Bản
- Parnall & Sons, Mivart Street, Eastville, Bristol
- S. E. Saunders Ltd, East Cowes, Isle thuộc Wight Savages Ltd, King's Lynn,
- Societe Anonyme Belge de Constructions Aeronautiques Haren, Brussels, Bỉ
- The Sunbeam Motor Car Co Ltd, Wolverhampton
- TNCA, Balbuena ở Mexico City.
- Xưởng Kĩ thuật Hàng không Hải quân Yokosuka, tại Yokosuka, Nhật Bản